# 押野 (野々市市)
押野（おしの）は、石川県野々市市の字のひとつ。現行行政地名は押野一丁目から押野七丁目。郵便番号は921-8802。

## 概要
金沢市と接する野々市市北部地区。1957年4月10日に金沢市押野町から野々市町へ分割編入した。押野5～7丁目（おおむね県道194号線を境界）に金沢市押野1～3丁目が隣接している

## 歴史
- 1889年（明治22年）4月1日 - 周辺10か村との合併による押野村発足により石川郡押野村字押野となる。
- 1904年（明治37年）11月1日 - 松金馬車鉄道（のちの北陸鉄道松金線）が開通し、押野丸木駅が開業。
- 1915年（大正4年）6月22日 - 石川電気鉄道（のちの北陸鉄道石川線）が開通し、押野駅が開業。
- 1944年（昭和19年）4月18日 - 北陸鉄道松金線の野町 - 野々市間廃止に伴い押野丸木駅も廃止。
- 1956年（昭和31年）1月1日 - 金沢市への編入により金沢市押野町となる。
- 1957年（昭和32年）4月10日 - 金沢市御経塚、野代、押越の3町とともに野々市町に分割編入。
- 1989年（平成元年）7月 - 住居表示が野々市町押野一 〜 七丁目に変更される[4]。

## 世帯数と人口
2018年（平成30年）3月31日現在の世帯数と人口は以下の通りである。
| 丁目       | 世帯数    | 人口    |
| ---------- | --------- | ------- |
| 押野一丁目 | 269世帯   | 762人   |
| 押野二丁目 | 165世帯   | 391人   |
| 押野三丁目 | 252世帯   | 506人   |
| 押野四丁目 | 305世帯   | 617人   |
| 押野五丁目 | 586世帯   | 1,308人 |
| 押野六丁目 | 165世帯   | 393人   |
| 押野七丁目 | 161世帯   | 440人   |
| 計         | 1,903世帯 | 4,417人 |

## 小・中学校の学区
市立小・中学校に通う場合、学区は以下の通りとなる。
| 丁目       | 番・番地等 | 小学校               | 中学校               |
| ---------- | ---------- | -------------------- | -------------------- |
| 押野一丁目 | 全域       | 野々市市立館野小学校 | 野々市市立布水中学校 |
| 押野二丁目 | 全域       | 野々市市立館野小学校 | 野々市市立布水中学校 |
| 押野三丁目 | 全域       | 野々市市立館野小学校 | 野々市市立布水中学校 |
| 押野四丁目 | 全域       | 野々市市立館野小学校 | 野々市市立布水中学校 |
| 押野五丁目 | 全域       | 野々市市立館野小学校 | 野々市市立布水中学校 |
| 押野六丁目 | 全域       | 野々市市立館野小学校 | 野々市市立布水中学校 |
| 押野七丁目 | 全域       | 野々市市立館野小学校 | 野々市市立布水中学校 |

## 施設
- 野々市市立館野小学校
- 野々市市立布水中学校
- 押野保育園
- 野々市スポーツセンター
- 押野郵便局
- 押野公民館

## 交通

### 駅
- 北陸鉄道石川線：押野駅

### バス路線
- 北陸鉄道：43番錦町野々市線、44番野々市線、45番・46番八日市線、55番上荒屋線
- 野々市市コミュニティバスのっティ:北部ルート

### 道路
- 国道157号
- 石川県道106号野々市西金沢停車場線
- 石川県道194号宮永横川町線